# 토야마 나오 (성우)
토야마 나오(東山 奈央, 1992년 3월 11일 ~ )는 일본의 여성 성우이자 가수이다. 인텐션 소속이다. 성격은 본인도 인정하는 '소심자'. 좋아하는 색은 베이지계열. 자연스럽고 소박한 색이나 패션을 좋아한다.

## 논란
퍼스널리티를 맡고 있는 알바 뛰는 마왕님의 인터넷 라디오의 출장판인 니코니코 동화 생방송에서 애니메이션 마지막에서 등장 캐릭터들이 기미가요를 부르는 것이 어떠냐는 말로 논란이 되었으며, 또한 동방송에서 소속사인 아트비젼에서 오디션을 볼 때 기미가요를 불러 합격했다고 밝혔다.

## 출연 작품
굵은 글씨는 주역 또는 메인 캐릭터

### TV 애니메이션
2010년
- 신만이 아는 세계 (나카가와 카논)
- STAR DRIVER 빛의 타쿠토 (스가타메 타이거)

2011년
- 청의 엑소시스트 (니짱)
- 아스타롯테의 장난감! (이솔드)
- 부르잖아요, 아자젤 씨. (여고생5, 통행인6)
- 이국미로의 크로와제 (유네)
- 경계선상의 호라이즌 (마르코트 나이트)
- 라스트 엑자일 -은빛 날개의 팜- (펠리시테)
- 신만이 아는 세계2기 (나카가와 카논)

2012년
- 전희절창 심포기어 (테라시마 시오리)
- 사키 Episode Of Side A 아치가편 (아타라시 아코)
- 경계선상의 호라이즌2 (마르코트 나이트)
- 사쿠라장의 애완 그녀 (모모코)

2013년
- 마오유우 마왕용사 (메이드 여동생)
- 내 여자친구와 소꿉친구가 완전 수라장 (나츠카와 마나)
- 절대가련 칠드런 THE UNLIMITED 효부 쿄스케 (유우기리)
- 알바뛰는 마왕님 (사사키 치호)
- 금빛모자이크 (쿠죠 카렌)
- 역시 내 청춘 러브코메디는 잘못됐다. (유이가하마 유이)
- 신만이 아는 세계 여신편 (나카가와 카논)
- 환영을 달리는 태양 (멜티나 멜비스)
- 푸른 강철의 아르페지오 -아르스 노바- (호즈미 시즈카)
- 갈릴레이돈나 (카렌)
- 전희절창 심포기어 G (테라시마 시오리)
- 러브 라이브! (코우사카 유키호)
- 타마유라 ~more aggressive~ (토모짱)

2014년
- 니세코이 (키리사키 치토게)
- 마법전쟁 (아이바 무이)
- 이누가미 양과 네코야마 양 (네코야마 스즈)
- 절멸위기 바보소녀 Amazing Twins (아야)
- 로봇걸즈 Z (다브라스 M2)
- 노부나가 더 풀 (히미코)
- 사키 전국편 (아타라시 아코)
- 러브 라이브! 2기 (코우사카 유키호)

2015년
- Go! 프린세스 프리큐어 (파푸)
- 역시 내 청춘 러브코메디는 잘못됐다 속 (유이가하마 유이)
- 게이트 - 자위대. 그의 땅에서, 이처럼 싸우며 (레레이 라 레레나)
- 니세코이 2기 (키리사키 치토게)
- 헬로 금빛 모자이크 (쿠죠 카렌)
- 밀리터리 (루트가르니코프)
- 아이돌 마스터 신데렐라 걸즈 (카와시마 미즈키)
- 함대 컬렉션 ~칸코레~ (공고, 히에이, 하루나, 키리시마, 아타고)

2016년
- 타나카군은 항상 나른해 (사야)
- 이 미술부에는 문제가 있다! (이만레이 마리아)
- 종말의 이제타 (롯테)
- 마법소녀 육성계획 (스노 화이트)

2018년
- 유루캠프 (시마 린)
- 고블린 슬레이어 (엘프궁수)

2019년
- 이 소리에 모여! (도지마 아키라)

2020년
- 실내캠핑△ (시마 린)
- 여친 빌리겠습니다 (사라시나 루카)
- Re:제로부터 시작하는 이세계 생활 (다부네)

### 극장판 애니메이션
2016년
- 금빛 모자이크: 프리티 데이즈 (카렌)
- 좋아하게 되는 이 순간을(타카미자와 아리사)

2019년
- 버스데이 원더랜드 (피포)

2020년
- 고블린 슬레이어: 고블린즈 크라운 (엘프 궁수)

2023년
- 극장판 울려라! 유포니엄: 앙상블 콘테스트 (카사키 노조미)
- 청춘 돼지는 책가방 소녀의 꿈을 꾸지 않는다 (코가 토모에)

### OVA
2010년
- 히요코이 (미사)

2012년
- 신만이 아는 세계 ova (나카가와 카논)

2013년
- 신만이 아는 세계 ova (나카가와 카논)

### 게임
2010년
- 검과 마법과 학원물 2G (보로네)
- 태고의 달인 꼬마 드래곤과 신비한 오브 (소프라노 공주, 랄코)

2013년
- 함대 컬렉션 (콩고, 히에이, 하루나, 키리시마, 타카오, 아타고, 마야, 쵸카이, 아야나미, 시키나미, 임무접수원)
- 프린세스 커넥트 - 하루사키 히요리
- Wake Up, Girls! 스테이지의 천사 - 모리사키 츠바사
- UNDER NIGHT IN-BIRTH - 바티스타
- 그라나도 에스파다 - 시에라 로스

2014년
- 그랑블루 판타지 - 루리아

2015년
- 아이돌 마스터 신데렐라 걸즈 - 카와시마 미즈키
- 클로저스 - 유리 아스마

2016년
- 소녀전선 - 카리나

### 드라마CD
- 역시 내 청춘 러브 코메디는 잘못됐다. (유이가하마 유이)
- 하트 커넥트 봄과 데이트와 여동생놀이 (엔죠지 시노)
- 마오유우 마왕용사 (메이드 여동생)
- 그랄기사단 4월의 흘러내리는 벚꽃 (시루마)
- 나의 쇼팽 명곡집&드라마CD시리즈 ♯2리스트 (여학생D)
- 그랄 기사단 시리즈 - 시루마(데뷔작)
- 나와 이치노의 게임동호회 활동일지 - 시로사키 리리스
- 농림 (나탈리)

## 음악

### CD싱글
2011년
- Birth (2011년 3월 3일)
- 여름 색 서프라이즈 (夏色サプライズ ) (2011년 9월 14일)

2012년
- 연분홍빛 졸업 (桜色卒業) (2012년 3월 3일)

2015년(예정)
- my Darling of the Answer (2015년 8월 말)